# Oyonnax (cheval)
Cet article concerne le cheval. Pour la commune française, voir Oyonnax.
 (janvier 2011).
Si vous disposez d'ouvrages ou d'articles de référence ou si vous connaissez des sites web de qualité traitant du thème abordé ici, merci de compléter l'article en donnant les références utiles à sa vérifiabilité et en les liant à la section « Notes et références ».
Oyonnax est un cheval de course de race trotteur français né le 5 avril 2002, vainqueur du Prix d’Amérique en 2010.

## Élevage
Élevé par Valérie Blanchet dans le département de l'Orne, Oyonnax passe en vente en septembre 2003 et est acheté par trois associés pour la somme de 46 000 euros. Au débourrage et lors des mois qui suivirent, le cheval se montre très difficile, voire dangereux, alors que chez ses éleveurs, il ne montrait pas de difficultés particulières. Pour ces raisons, le cheval repasse en vente le 30 juin 2004 et son copropriétaire Manuel Ahrés le rachète. Celui-ci le confie à Vincent Brazon, établi à Hérouvillette dans le Calvados, qui traverse une période difficile, n'ayant que peu de chevaux dans son écurie et effectuant beaucoup de débourrages.

## Carrière
Au cours des premiers entrainements, son nouvel entraineur remarque comme son prédécesseur que le cheval est très compliqué mais également très bon. Il dit d'ailleurs à son propriétaire qu'il a un cheval de prix d'Amérique. Vincent Brazon sait de quoi il parle puisqu'il fut le lad d'Ultra Ducal, troisième puis deuxième de cette épreuve et surtout d'Abo Volo, vainqueur en 1997. Alors commence un long travail de dressage, de patience, à dompter un cheval qui n'aurait jamais dû voir un champ de course. Et les heures passées à reprendre confiance en l'homme sont récompensées, Oyonnax se qualifie à Caen le 3 décembre 2004. Il débute à Graignes le 13 juin 2005 et finit deuxième d'un cheval mené par Sébastien Ernault. Il remporte sa première victoire avec Jos Verbeeck au sulky le 13 août 2005 sur l'hippodrome d'Enghien. C'est sa quatrième course. Ensuite, le cheval alterne le bon et le moins bon en étant souvent disqualifié car s'il s'est amendé il reste très anxieux ne supportant pas de courir au sein du peloton. À partir de fin 2006, il se met à la discipline du trot monté et remporte très facilement sa première course dans cette discipline sur l'hippodrome de Caen. Au cours du meeting d'hiver, il alterne les deux spécialités et finit notamment quatrième du Prix des Centaures. L'été de ses cinq ans, il termine deuxième du grand prix de la Ville de Cabourg à un nez d'une future grande jument : Olga du Biwetz. Un an plus tard sur le même hippodrome, il réalise une véritable démonstration en remportant de loin le prix Fandango et en battant le record absolu de la piste. 
L'hiver suivant, devenant plus maniable, il termine troisième du prix de Cornulier, la plus importante course de cette spécialité française qu'est le trot monté. Le cheval s'étant beaucoup amélioré sur le plan du comportement (il est désormais possible de le placer au sein d'un peloton) son entourage décide fin 2009 en plus de le déferrer et cela porte ses fruits puisqu'il termine tout près de Quarla dans le prix du Bourbonnais course préparatoire au prix d'Amérique. Cette course démontre que lui ôter les fers est pour lui comme pour la plupart des chevaux bénéfiques. Le Cornulier, objectif avoué de l'entourage, se passe très mal, le cheval, tirant comme un fou, est à bout de souffle dans la ligne droite et termine septième. La semaine suivante, il prend part au prix d'Amérique, oublié à la cote d'extrême outsider de 172/1 alors qu'il était deuxième favori du Prix de Cornulier et avait bien figuré dans les courses préparatoires. À l'issue d'un excellent parcours donné par Sébastien Ernault, il domine au cours d'un joli sprint Quaker Jet, lui aussi gros outsider, et le grand favori Meaulnes du Corta pas au meilleur de sa forme d'après son entraîneur. Sa victoire dans l'Amérique constitue l'une des plus grandes surprises de l'histoire de la course, en tout cas celle remportée à la plus grosse cote. Dans le Prix de Paris où il doit rendre vingt cinq mètres, il termine quatrième et bat le record de l'épreuve. En cette année 2010, il prend de nombreuses places et remporte le prix des Ducs de Normandie en abaissant le record des 2 450 mètres. Lors du meeting d'hiver 2010-2011, il se place dans les courses préparatoires de la grande course dont il termine quatrième, à la même place que dans le Prix de Cornulier une semaine auparavant. Trois semaines après il court le marathon du Prix de Paris et finit second du champion suédois Maharajah. S'il ne parvient pas à renouer avec la victoire, qui le fuit depuis 2010, Oyonnax court beaucoup en 2012, et parvient même à se qualifier pour la finale de l'Elitloppet, en Suède, où il ne pourra que figurer. Il achève sa carrière en France le 22 décembre 2012 par une sixième place dans le Prix Jules Lemonnier en égalant son record monté sur une piste détrempée. Il devient par la suite étalon.

## Palmarès
- Prix d'Amérique
- Prix des Ducs de Normandie
- Prix Jamin (Gr.3)

- 2e Prix de Paris
- 2e Prix Chambon P
- 2e Prix du Bourbonnais
- 3e prix de Cornulier
- 3e prix de Bretagne
- 4e Prix d'Amérique
- 4e Prix des Centaures
- 4e Prix de Paris

## Origines
| Origines de Oyonnax, mâle, bai. | Origines de Oyonnax, mâle, bai. | Origines de Oyonnax, mâle, bai. | Origines de Oyonnax, mâle, bai. |
| ------------------------------- | ------------------------------- | ------------------------------- | ------------------------------- |
| Père In Love With You           | Cocktail Jet                    | Quouky Williams                 | Fakir du Vivier                 |
| Père In Love With You           | Cocktail Jet                    | Quouky Williams                 | Dolly Williams                  |
| Père In Love With You           | Cocktail Jet                    | Armbro Glamour (US)             | Super Bowl (US)                 |
| Père In Love With You           | Cocktail Jet                    | Armbro Glamour (US)             | Speedy Sug                      |
| Père In Love With You           | Amour d'Aunou (US)              | Speedy Somolli (US)             | Speedy Crown (US)               |
| Père In Love With You           | Amour d'Aunou (US)              | Speedy Somolli (US)             | Somolli                         |
| Père In Love With You           | Amour d'Aunou (US)              | Nesmile                         | Caprior                         |
| Père In Love With You           | Amour d'Aunou (US)              | Nesmile                         | Amours du Mesnil                |
| Mère Hermine d'Urga             | Blue Dream                      | Pershing (US)                   | Nevele Pryde (US)               |
| Mère Hermine d'Urga             | Blue Dream                      | Pershing (US)                   | Flying Cloud (US)               |
| Mère Hermine d'Urga             | Blue Dream                      | Frisonne                        | Fandango                        |
| Mère Hermine d'Urga             | Blue Dream                      | Frisonne                        | Queven                          |
| Mère Hermine d'Urga             | Urgaflore                       | Gazon                           | Quasipyl                        |
| Mère Hermine d'Urga             | Urgaflore                       | Gazon                           | Ralène                          |
| Mère Hermine d'Urga             | Urgaflore                       | Morgaflore                      | Florestan (US)                  |
| Mère Hermine d'Urga             | Urgaflore                       | Morgaflore                      | Dourga II                       |